# Reichskultursenat
Der Reichskultursenat war ein dem Präsidium der Reichskulturkammer unmittelbar unterstelltes Gremium, das von Kammerpräsident und Reichspropagandaminister Joseph Goebbels am 15. November 1935 errichtet wurde. 

## Funktion und Organisation
Zu Mitgliedern des Reichskultursenats durften „hervorragende, um Volk und Kultur verdiente Persönlichkeiten berufen werden.“ Der Reichskultursenat diente zwei Jahre nach der Machtergreifung und Gründung der Reichskulturkammer der weiteren Gleichschaltung des Kulturlebens.
Qua Amt waren alle Präsidenten der Einzelkammern, die jeweiligen Präsidialräte, die Vizepräsidenten und die Geschäftsführer der Reichskulturkammer Mitglieder des Reichskultursenats. Der Titel „Reichskulturwalter“ für die obersten vier Mitglieder durfte bis 1938 getragen werden. Dazu wurden prominente Künstler im Sinne des Nationalsozialismus zu „Kultursenatoren“ ernannt. Die von Goebbels ausgewählten Mitglieder sollten „für die planvolle Entwicklung des [...] Kulturlebens die letzte Verantwortung“ tragen. Es gab 150 Kultursenatoren.
Der Reichskultursenat war ein Prestigegremium, das die Kulturpolitik Goebbels’ gegenüber der innerparteilichen Konkurrenz durch Alfred Rosenberg aufwerten sollte. Das Reichsministerium für Volksaufklärung und Propaganda war seit einer Verordnung Adolf Hitlers vom 30. Juni 1933 „zuständig für alle Aufgaben der geistigen Einwirkung auf die Nation, der Werbung für Staat, Kultur und Wirtschaft, der Unterrichtung der in- und ausländischen Öffentlichkeit über sie und der Verwaltung aller diesen Zwecken dienenden Einrichtungen.“ Rosenberg sah sich seit Januar 1934 als „Beauftragter des Führers für die Überwachung der gesamten geistigen und weltanschaulichen Schulung und Erziehung der NSDAP.“

## Mitglieder des Reichskultursenats zum Zeitpunkt der Gründung

### Reichskulturwalter
- Walther Funk (1890–1960), Vizepräsident der Reichskulturkammer, Staatssekretär
- Hans Schmidt-Leonhardt (1886–1945), Geschäftsführer der Reichskulturkammer, Ministerialrat
- Franz Moraller (1903–1986), Geschäftsführer der Reichskulturkammer, SA-Oberführer
- Hans Hinkel (1901–1960), Geschäftsführer der Reichskulturkammer, Reichstagsabgeordneter

### Mitglieder aus dem Kreis der Reichsschrifttumskammer
- Hanns Johst (1890–1978)
- Heinz Wismann (1897–1947)
- Richard Suchenwirth (1896–1965)
- Hans Friedrich Blunck (1888–1961)
- Karl Baur (1898–1984)
- Wilhelm Baur (1905–1945)
- Theodor Fritsch (1895–1946)
- Karl Heinz Hederich (1902–1976)
- Carl Vincent Krogmann (1889–1978), Hamburg
- Gerhard Schumann (1911–1995)
- Martin Wülfing (1899–1986)
- Heinrich Anacker (1901–1971)
- Edwin Erich Dwinger (1898–1981)
- Richard Euringer (1891–1953)
- Eberhard Wolfgang Möller (1906–1972)
- Hermann Stehr (1864–1940)

### Mitglieder aus dem Kreis der Reichsmusikkammer
- Peter Raabe (1872–1945)
- Paul Graener (1872–1944), der gleichzeitig zum Vizepräsident der Reichsmusikkammer ernannt wurde
- Heinz Ihlert (1893–1945)
- Franz Adam (1885–1954) vom Stab des Stellvertreters Adolf Hitlers
- Fritz Kaiser
- Friedrich Krebs (1894–1961), Frankfurt am Main
- Hermann Müller-John (1894–1945),  Musikmeister der Leibstandarte SS Adolf Hitler
- Horst Sander (1904–1945), Leiter des Deutschen Musikalischen Vereins
- Hermann Stange (1884–1953)
- Fritz Stein (1879–1961), Direktor der Staatlichen Hochschule für Musik (Berlin)
- Wilhelm Backhaus (1884–1969)
- Wilhelm Furtwängler (1886–1954)
- Clemens Krauß (1893–1954)
- Hans Pfitzner (1869–1949)
- Heinrich Schlusnus (1888–1952)
- Georg Schumann (1866–1952)

### Mitglieder aus dem Kreis der Reichspressekammer
- Max Amann (1891–1957), Präsident, Reichsleiter und Direktor des Zentralparteiverlages
- Otto Dietrich (1897–1952), Vizepräsident, Reichspressechef der NSDAP
- Ildephons Richter
- Gunter d’Alquen (1910–1998)
- Hans Schwarz van Berk (1902–1973)
- Alfred-Ingemar Berndt (1905–1945)
- Willi Bischoff (* 1886)
- Edgar Brinkmann (* 1896)
- Adolf Dresler (1898–1971)
- Walther Heide (1894–1945)
- Hans Hornauer
- Rolf Rienhardt (1903–1975)
- Wilhelm Weiß (1892–1950)
- Josef Berchtold (1897–1962)
- Heinrich Fetkötter (* 1902)
- Richard Jügler (* 1889)

### Mitglieder aus dem Kreis der Reichstheaterkammer
- Rainer Schlösser (1899–1945)
- Eugen Klöpfer (1886–1950)
- Alfred Frauenfeld (1898–1977)
- Benno von Arent (1898–1956)
- Gustaf Gründgens (1899–1963)
- Otto Krauß (1890–1966), Stuttgart
- Lothar Müthel (1896–1964)
- Bernhard Graf Solms (1900–1938)
- Müller-Scheld (1895–1970), Landesstellenleiter
- Oskar Walleck (1890–1976)
- Hellmuth Will (1900–1982)
- Friedrich Bethge (1891–1963)
- Heinz Hilpert (1890–1967)
- Werner Krauß (1884–1959)
- Wilhelm Rode (1887–1959)
- Heinz Tietjen (1881–1967)

### Mitglieder aus dem Kreis der Reichsrundfunkkammer
- Horst Dreßler-Andreß (1899–1979)
- Eugen Hadamovsky (1904–1945)
- Herbert Packebusch (1902–1944)
- Kurt von Boeckmann (1885–1950)
- Herbert Dominik (* 1902)
- Heinz Franke
- Julius Christoph Günther
- Hans Kriegler (1905–1978)
- Heinz Lotz (1894–1937)
- Alfred Lau (1898–1971)
- Goetz Otto Stoffregen (1896–1953)
- Abraham Esau[11] (1884–1955)
- Heinrich Glasmeier (* 1892)
- Paul Goerz (1896–1952)
- Hugo Fischer (1902–1979)

### Mitglieder aus der Reichskammer der bildenden Künste
- Eugen Hönig (1873–1945)
- Adolf Ziegler (1892–1959)
- Walter Hoffmann (Lebensdaten unbekannt, seit 1945 verschollen)
- Erich Dammeier
- Willi Kelter
- Otto von Keudell (1887–1972)
- Hans Sauermann (1885–1960)
- Albert Speer (1905–1981)
- Kurt Schmid-Ehmen (1901–1968)
- Ernst Schulte Strathaus (1881–1968)
- Hans Schweitzer (1901–1980)
- Ernst Zörner (1895–1945), Oberbürgermeister von Dresden
- Paul Baumgarten (1873–1946)
- German Bestelmeyer (1874–1942), Präsident der Münchner Akademie
- Oswald Eduard Bieber (1874–1955)
- Leonhard Gall (1884–1952)
- Richard Klein (1890–1967)

### Mitglieder aus dem Kreis der Reichsfilmkammer
- Oswald Lehnich (1895–1961)
- Hans Weidemann (1904–1975)
- Karl Melzer, Geschäftsführer
- Franz Belitz (* 1881)
- Carl Froelich (1875–1953)
- Siegmund Jung aus dem Wirtschaftsstab des Stellvertreters Adolf Hitler
- Willi Krause (1907–1945)
- Botho Mulert (1883–1963)
- Hans-Jürgen Nierentz (1909–1995)
- Ernst Seeger (1884–1937)
- Fritz Scheuermann (* 1887)
- Sepp Allgeier (1895–1968)
- Friedrich Kayßler (1874–1945)
- Ludwig Klitzsch (1881–1954)
- Theodor Loos (1883–1954)

## Landeskulturwalter
- Adolf Schmid, Gau Baden
- Hans Kolbe (Funktionär), Gau Bayerische Ostmark
- Hermann Brouwers, Gau Düsseldorf
- Arnold Fischer, Gau Essen
- Fritz Lindenberg, Gau Halle-Merseburg
- Erich Schmidt, Gau Hamburg
- Friedrich Schmonsees, Gau Hannover-Ost
- Herbert Huxhagen, Gau Hannover-Süd
- Wilhelm Müller-Scheld, Gau Hessen-Nassau
- Wilhelm Michels, Gau Koblenz-Trier
- Toni Winkelnkemper, Gau Köln-Aachen
- A. Lindemann, August Heinrich Scherer, Gau Kurmark
- Alfred Mitsching, Fritz Ihlenburg, Gau Magdeburg-Anhalt
- Alexander Sondermann, Gau Mecklenburg
- Hans Bäselsöder, Gau Franken
- Otto Nippold, Gau München-Oberbayern
- Joachim Paltzo, Gau Ostpreußen
- Rudolf Trampler, Gau Rheinpfalz
- Heinrich Salzmann, Gau Sachsen
- Gustav Schierholz, Gau Schleswig-Holstein
- Georg Traeg, Gau Schwaben
- Waldemar Vogt, Gau Unterfranken
- Ernst Schulze, Gau Weser-Ems
- Fritz Schmidt, Gau Westfalen-Nord
- Hermann Brust, Gau Westfalen-Süd
- F. Schmidt, Gau Württemberg